# Municipio de Washington (condado de Saline)
El municipio de Washington (en inglés: Washington Township) es un municipio ubicado en el condado de Saline en el estado estadounidense de Kansas. En el año 2010 tenía una población de 172 habitantes y una densidad poblacional de 1,84 personas por km².

## Geografía
El municipio de Washington se encuentra ubicado en las coordenadas 38°44′11″N 97°45′31″O / 38.73639, -97.75861. Según la Oficina del Censo de los Estados Unidos, el municipio tiene una superficie total de 93.61 km², de la cual 93,52 km² corresponden a tierra firme y (0,09 %) 0,09 km² es agua.

## Demografía
Según el censo de 2010, había 172 personas residiendo en el municipio de Washington. La densidad de población era de 1,84 hab./km². De los 172 habitantes, el municipio de Washington estaba compuesto por el 95,35 % blancos, el 4,65 % eran de otras razas. Del total de la población el 9,88 % eran hispanos o latinos de cualquier raza.